# Dear Heather
Albums de Leonard Cohen
Ten New Songs
(2001) Old Ideas
(2012)
Dear Heather est le onzième album studio du chanteur canadien Leonard Cohen. Il est sorti en octobre 2004.
Dear Heather est plus ou moins dans la lignée de l'album précédent, Ten New Songs, même s'il présente de notables différences. Sur plusieurs titres de l'album, la voix de Leonard Cohen n'est plus qu'un chuchotement, et le chant proprement dit est assuré par Anjani Thomas ou Sharon Robinson, selon les titres. Cohen lit ses poèmes sur un fond musical plus qu'il ne chante les textes. Deux des poèmes ne sont d'ailleurs pas de sa plume. Une des chansons, Undertow, est d'ailleurs entièrement chantée par Anjani Thomas, alors qu'on entend à peine Leonard sinon par un léger murmure.
Leonard Cohen désirait appeler cet album Old Ideas (Vieilles idées), mais il changea d'avis lorsqu'on lui assura qu'un tel titre amenerait les gens à croire qu'il s'agirait d'une compilation ou d'un best of. Il a finalement utilisé ce titre pour son prochain album, sorti en 2012.
Dear Heather a été, comme Ten New Songs, enregistré numériquement dans le studio privé de Cohen et Robinson à Los Angeles.
Garth Hudson, anciennement du groupe The Band qui accompagnait Bob Dylan sur disques et sur scène, joue l'accordéon sur une chanson, The Faith. 

## Liste des titres
Toutes les chansons sont écrites et composées par Leonard Cohen, sauf mention contraire.
| No  | Titre                   | Auteur                                                           | Durée |
| --- | ----------------------- | ---------------------------------------------------------------- | ----- |
| 1.  | Go No More A-Roving     | Poème par Lord Byron : So We'll Go No More A-Roving              | 3:40  |
| 2.  | Because Of              |                                                                  | 3:00  |
| 3.  | The Letters             | Cohen/Sharon Robinson                                            | 4:44  |
| 4.  | Undertow                |                                                                  | 4:20  |
| 5.  | Morning Glory           |                                                                  | 3:28  |
| 6.  | On That Day             | Cohen/Anjani Thomas                                              | 2:04  |
| 7.  | Villanelle for Our Time | Poème par F. R. Scott                                            | 5:55  |
| 8.  | There for You           | Cohen/Sharon Robinson                                            | 4:36  |
| 9.  | Dear Heather            |                                                                  | 3:41  |
| 10. | Nightingale             | Cohen/Anjani Thomas                                              | 2:27  |
| 11. | To a Teacher            |                                                                  | 2:32  |
| 12. | The Faith               | musique basée sur Un Canadien errant                             | 4:17  |
| 13. | Tennesse Waltz          | Redd Steward/Pee Wee King, couplet additionnel par Leonard Cohen | 4:05  |

## Personnel
- Leonard Cohen : Chant, guitare acoustique, guimbarde sur On That Day et Nightingale
- Sharon Robinson : Chant, chœurs, clavier sur Nightingale, arrangements
- Anjani Thomas : Chant sur Undertow, chœurs, piano sur On That Day, Nightingale et Tennessee Waltz
- Mitch Watkins : Guitare sur The Faith et Tennessee Waltz
- Ron Getman : Guitare steel et chœurs sur Tennessee Waltz
- John Crowder : Basse et chœurs sur Tennessee Waltz
- Stan Sargeant : Basse sur On That Day et Nightingale
- Roscoe Beck : Basse fretless sur The Faith
- John Bilezikjian : Oud sur The Faith
- Raffi Hakopian : Violon sur The Faith
- Bill Ginn : Piano sur The Faith
- Garth Hudson : Accordéon sur The Faith
- Paul Ostermayer : Flûte sur The Faith
- Jeremy Lubbock : Arrangements des cordes sur The Faith
- Sarah Kramer : Trompette sur Dear Heather
- Bob Sheppard : Saxophone ténor sur Go No More A-Roving
- Richard Crooks : Batterie sur Tennessee Waltz
- Johnny Friday : Batterie sur On That Day et Nightingale

## Commentaires
La moitié des chansons présentes sur l'album sont en fait des projets plus ou moins anciens, ce qui donne un aspect plutôt hétéroclite à l'album.
- No More A-Roving, The Letters et There For You – ont été enregistrées durant les sessions de l'album précédent, Ten New Songs (2001). Comme sur l'album, Sharon Robinson a écrit la musique, chante avec Léonard Cohen et assure la production.
- On That Day parle des attentats du 11 septembre 2001 à New York.
- La voix de Leonard Cohen est quasiment inaudible sur Undertow sinon un léger murmure alors qu'elle est entièrement chantée par Anjani Thomas.
- Vilanelle for Our Time a été enregistré le 6 mai 1999, peu après le retour de Cohen du centre zen du mont Baldy.
- The Faith date des sessions de Recent Songs, remixé; il s'agît de l'accompagnement d'une version alternative de Un Canadien errant sur lequel sont enregistrés une nouvelle mélodie et de nouvelles paroles (il est d'ailleurs possible de superposer le texte et la mélodie originale à cette nouvelle version). C'est la raison pour laquelle Henry Lewy, le producteur de Recent Songs, a été crédité de la production de l'album.
- La dernière chanson, Tennesse Waltz, est un enregistrement public du 9 juillet 1985 au Festival de Jazz de Montreux. Il s'agit d'un enregistrement radio purifié numériquement.

## Classements et Certifications
| Classement                         | Meilleure position |
| ---------------------------------- | ------------------ |
| Allemagne (Media Control AG)       | 19                 |
| Autriche (Ö3 Austria Top 40)       | 13                 |
| Belgique (Flandre Ultratop)        | 9                  |
| Belgique (Wallonie Ultratop)       | 26                 |
| Danemark (Tracklisten)             | 1                  |
| États-Unis (Billboard 200)         | 131                |
| Finlande (Suomen virallinen lista) | 22                 |
| France (SNEP)                      | 34                 |
| Italie (FIMI)                      | 27                 |
| Norvège (VG-lista)                 | 2                  |
| Portugal (AFP)                     | 5                  |
| Pays-Bas (Mega Album Top 100)      | 34                 |
| Royaume-Uni (UK Albums Chart)      | 34                 |
| Suède (Sverigetopplistan)          | 8                  |
| Suisse (Schweizer Hitparade)       | 13                 |

| Pays        | Association  | Certification | Ventes/Équivalences |
| ----------- | ------------ | ------------- | ------------------- |
| Danemark    | IFPI Danmark | or            | 15 000              |
| Norvège     | IFPI Norsk   | platine       | 40 000              |
| Pologne     | ZPAV         | or            | 20 000              |
| Royaume-Uni | BPI          | argent        | 60 000              |